# Jan Adrianus den Ouden

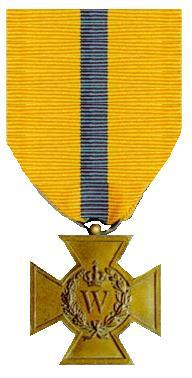
Bronzen Kruis

Jan Adrianus den Ouden (IJsselmonde, 3 juni 1916 - Noordzee, 22 november 1942) was een Nederlands houtbewerker. In 1941 werd hij Engelandvaarder waarna hij bij de Koninklijke Marine ging en vliegtuigmaker 2e klasse werd. Hij sneuvelde boven de Noordzee.
Op 11 juni 1941 vertrok hij vanuit IJmuiden in gezelschap van onder meer Pieter Dourlein naar Engeland. Ze hadden een motorboot geregeld. Na vijftig uren werden ze opgepikt door een Engelse mijnenveger en naar Sheerness gebracht. Ze werden hiervoor onderscheiden met het Bronzen Kruis. Den Ouden werd ingedeeld bij het 320 Dutch Squadron RAF.
Op 22 november 1942 vloog hij met Laurens Hoogteiling in een Lockheed Hudson een patrouillevlucht van Hoek van Holland naar Borkum. Ze kwamen tijdens die missie om het leven.